# Толман, Эллисон
Э́ллисон То́лман (англ. Allison Tolman, род. 18 ноября 1981, Хьюстон, Техас) — американская актриса. Она получила известность и признание критиков после роли в сериале FX «Фарго» (2014), которая принесла ей номинации на премии «Эмми» и «Золотой глобус».

## Биография
Толман родилась в Хьюстоне, штат Техас и окончила Бэйлорский университет, после чего выступала на местной театральной сцене, вплоть до своего прорыва с ролью в сериале FX «Фарго» в 2014 году. Не имея ранее никаких весомых работ на экране, Толман получила похвалу от критиков, премию «Выбор телевизионных критиков» и номинации на «Эмми» за лучшую женскую роль второго плана в мини-сериале или фильме в 2014 году и «Золотой глобус» за лучшую женскую роль второго плана — мини-сериал, телесериал или телефильм.
После прорыва с ролью в «Фарго» Толман была приглашенной звездой в двух эпизодах «Проект Минди». В 2015 году она дебютировала на большом экране с ролями второго плана в фильмах «Фресно», «Подарок» и «Крампус». Позже она снялась в комедии «Дом» с Уиллом Ферреллом и Эми Полер. Как ведущая актриса, Толман взяла на себя главную роль в комедийном телесериале «По-собачьи» для ABC.

## Фильмография

### Кино
| Год  | Название на русском | Название на английском     | Роль  | Примечания             |
| ---- | ------------------- | -------------------------- | ----- | ---------------------- |
| 2009 |                     | A Thousand Cocktails Later | Мэнди | Короткометражный фильм |
| 2015 | Фресно              | Fresno                     | Руби  |                        |
| 2015 | Крампус             | Krampus                    | Линда |                        |
| 2015 | Подарок             | The Gift                   | Люси  |                        |
| 2017 | Дом                 | The House                  |       |                        |
| 2017 | Убить Гюнтера       | Killing Gunther            | Миа   |                        |
| 2018 | Братья Систерс      | The Sisters Brothers       |       |                        |

### Телевидение
| Год       | Название на русском    | Название на английском   | Роль            | Примечания |
| --------- | ---------------------- | ------------------------ | --------------- | --- |
| 2006      | Побег                  | Prison Break             | Медсестра       | Эпизод: «Scan» |
| 2008      | Убогая жизнь           | Sordid Lives: The Series | Тинк            | 4 эпизода |
| 2014-2015 | Фарго                  | Fargo                    | Молли Солверсон | Регулярная роль, 11 эпизодов Премия «Выбор телевизионных критиков» за лучшую женскую роль второго плана в мини-сериале или фильме (2014) Номинация — Премия «Эмми» за лучшую женскую роль второго плана в мини-сериале или фильме (2014) Номинация — Премия «Золотой глобус» за лучшую женскую роль второго плана — мини-сериал, телесериал или телефильм (2015) Номинация — Премия «Спутник»" за лучшую женскую роль второго плана — мини-сериал, телесериал или телефильм (2014) |
| 2014      | Проект Минди           | The Mindy Project        | Эбби Берман     | 2 эпизода |
| 2014      | Давай знакомиться      | Hello Ladies: The Movie  | Кейт            | Телефильм |
| 2016      |                        | Mad Dogs                 | Рошель          | 3 эпизода |
| 2017      | По-собачьи             | Downward Dog             | Нэн             | Главная роль, 8 эпизодов |
| 2018      | Касл-Рок               | Castle-Rock              | Сестра Молли    | 2 эпизода |
| 2018      | Хорошие девчонки       | Good Girls               | Мэри Пэт        | |
| 2019      | Явление                | Emergence                | Джо Эванс       | Главная роль |
| 2021      | Почему женщины убивают | Why Women Kill           | Альма Филлкот   | Главная роль (сезон 2) 10 эпизодов |